# Pablo García
Pablo Gabriel García Pérez (født 11. maj 1977 i Pando, Uruguay) er en uruguayansk tidligere fodboldspiller (defensiv midtbane).
García spillede gennem sin karriere 66 kampe for det uruguayanske landshold, hvori han scorede to mål. Han debuterede for holdet 13. december 1997 i en Confederations Cup-kamp mod de Forenede Arabiske Emirater. Han var en del af den uruguayanske trup til VM 2002 i Sydkorea/Japan, og spillede alle holdets kampe i turneringen, der endte med exit efter det indledende gruppespil.
På klubplan spillede García for flere store klubber i Europa, blandt andet AC Milan, Real Madrid og Atlético Madrid. Han havde også ophold i hjemlandet hos Montevideo Wanderers og Peñarol.